# Vartofta landskommun
Vartofta landskommun var en tidigare kommun i dåvarande Skaraborgs län.

## Administrativ historik
I Vartofta härad i Västergötland inrättades denna kommun 1952.
Vid kommunreformen 1952 bildades denna storkommun från elva tidigare landskommuner, nämligen Falköpings östra, Karleby, Kälvene, Mularp, Näs, Slöta, Tiarp, Vartofta-Åsaka, Vistorp, Yllestad och Åsle.
Landskommunen ombildades till Vartofta kommun vid kommunreformen 1971. Den 1 januari 1974 upplöstes den och samtliga församlingar fördes till Falköpings kommun.
Kommunkoden var 1952-1973 1621.

### Kyrklig tillhörighet
I kyrkligt hänseende tillhörde kommunen församlingarna Falköpings landsförsamling, Karleby, Kälvene, Mularp, Näs, Slöta, Tiarp, Vartofta-Åsaka, Vistorp, Yllestad och Åsle.

## Geografi
Vartofta landskommun omfattade den 1 januari 1952 en areal av 209,61 km², varav 208,86 km² land.

### Tätorter i kommunen 1960
| Tätort      | Folkmängd |
| ----------- | --------- |
| Vartofta    | 411       |
| Kättilstorp | 261       |

Tätortsgraden i kommunen var den 1 november 1960 19,8 procent.

## Politik

### Mandatfördelning i valen 1950-1970
| 7 | 19 | 4 | 5 |

| 35 |

| 8 | 17 | 4 | 6 |

| 34 |

| 6 | 19 | 3 | 7 |

| 34 |

| 7 | 18 | 4 | 6 |

| 34 |

| 7 | 18 | 3 | 7 |

| 31 |

| 8 | 18 | 3 | 6 |

| 32 |